# لسلی کی
لِسلی کِـی (انگلیسی: Lesli Kay؛ زادهٔ ۱۳ ژوئن ۱۹۶۵) بازیگر اهل ایالات متحده آمریکا است.
از فیلم‌ها یا برنامه‌های تلویزیونی که وی در آن نقش داشته‌است، می‌توان به داستان آنا نیکول اسمیت، بیمارستان عمومی، سی‌اس‌آی: نیویورک و جسور و زیبا اشاره کرد.